# Austin Robinson
Austin Robinson (20 novembre 1897 - 1er juin 1993) est un économiste de Cambridge, époux d'une autre économiste célèbre : Joan Robinson.

## Biographie
Durant la première guerre mondiale, il servit comme pilote puis passa deux ans en Inde dans les années 1920 comme précepteur d'un Maharadjah
Il fut plus tard très proche de John Maynard Keynes, dont il fut l'assistant à The Economic Journal. Après le retrait de Keynes en 1944, il prit avec Roy Forbes Harrod la tête de cette revue. Il joua un rôle important dans le processus de conception des politiques économiques au Royaume-Uni durant et après la Seconde Guerre mondiale. Dans l'après-guerre, il fut à la fois professeur, éditeur de l' Economic Journal et conseiller économique. 
L' Austin Robinson Building abrite la faculté d'économie de l'Université de Cambridge, en mémoire de son apport dans le domaine économique

## Œuvre
- The Structure of Competitive Industry (1931)
- Monopoly (1934)

## Source
- Wiki en anglais  Austin Robinson
- Alec Cairncross, "Austin Chamberlin", The Economic Journal, juillet 1994. sur Jstor.org